# Torneio Pré-Olímpico de Voleibol Masculino de 2020 - Mundial
O Torneio Pré-Olímpico de Voleibol Masculino de 2020 foi a competição qualificatória para os Jogos Olímpicos de Verão de 2020, subdividida em dois torneios, o primeiro torneio chamado Torneio Pré-Olímpico Mundial I, onde foi estabelecido que na classificação final a melhor seleção de cada grupo no referido torneio assegurasse uma vaga para a referida olimpíada, e previu vagas para os primeiros colocados ao final deste certame, totalizando seis vagas.
Já o Pré-Olímpico Mundial II, também chamado de intercontinental, sediado no México, reuniu os terceiros colocados no seus respectivos pré-olímpicos continentais, com exceção do Continente Africano que teve dois representantes. Ao final da competição apenas uma seleção garantiu vaga para os jogos olímpico supramencionado.

## Torneio Pré-Olímpico Mundial I
Este foi o chamado primeiro torneio qualificatório de seleções para a disputa dos Jogos Olímpicos de Verão de 2020 a nível mundial, realizado entre 9 de maio a 11 de agosto, com a participação de 24 países, ao final seis seleções classificaram-se para a referida olimpíada.

### Fórmula
As seleções enfrentaram-se entre si em turno único. Ao final da disputa, qualificaram-se para os Jogos Olímpicos de Verão a melhor ranqueada na competição.

## Classificação

### Grupo 1
|     |            |     | Jogos | Jogos | Jogos | Resultados | Resultados | Resultados | Resultados | Resultados | Resultados | Sets | Sets | Sets  | Pontos | Pontos | Pontos |
| Pos | Equipe     | Pts | T     | V     | D     | 3–0        | 3–1        | 3–2        | 2–3        | 1–3        | 0–3        | V    | P    | R     | V      | P      | R      |
| --- | ---------- | --- | ----- | ----- | ----- | ---------- | ---------- | ---------- | ---------- | ---------- | ---------- | ---- | ---- | ----- | ------ | ------ | ------ |
| 1   | Brasil     | 8   | 3     | 3     | 0     | 2          | 0          | 1          | 0          | 0          | 0          | 9    | 2    | 4.500 | 264    | 213    | 1.239  |
| 2   | Bulgária   | 7   | 3     | 2     | 1     | 1          | 1          | 0          | 1          | 0          | 0          | 8    | 4    | 2,000 | 284    | 254    | 1.118  |
| 3   | Egito      | 3   | 3     | 1     | 2     | 1          | 0          | 0          | 0          | 1          | 1          | 4    | 6    | 0.667 | 212    | 240    | 0.883  |
| 4   | Porto Rico | 0   | 3     | 0     | 3     | 0          | 0          | 0          | 0          | 0          | 3          | 0    | 9    | 0,000 | 178    | 231    | 0.771  |

- Local:  Palácio da Cultura e dos Esportes, Varna, Bulgária

| Data   | Hora  |            | Placar |            | Set 1 | Set 2 | Set 3 | Set 4 | Set 5 | Total   | Relatório |
| ------ | ----- | ---------- | ------ | ---------- | ----- | ----- | ----- | ----- | ----- | ------- | --------- |
| 9 ago  | 17:00 | Brasil     | 3–0    | Porto Rico | 25–23 | 25–19 | 25–19 |       |       | 75–61   | Relatório |
| 9 ago  | 20:30 | Egito      | 1–3    | Bulgária   | 11–25 | 31–33 | 25–19 | 19–25 |       | 86–102  | Relatório |
| 10 ago | 17:00 | Brasil     | 3–0    | Egito      | 25–12 | 25–19 | 25–14 |       |       | 75–45   | Relatório |
| 10 ago | 20:30 | Porto Rico | 0–3    | Bulgária   | 20–25 | 22–25 | 12–25 |       |       | 54–75   | Relatório |
| 11 ago | 17:00 | Egito      | 3–0    | Porto Rico | 25–17 | 31–29 | 25–17 |       |       | 81–63   | Relatório |
| 11 ago | 20:30 | Bulgária   | 2–3    | Brasil     | 25–23 | 25–19 | 30–32 | 16–25 | 11–15 | 107–114 | Relatório |

### Grupo 2
|     |                |     | Jogos | Jogos | Jogos | Resultados | Resultados | Resultados | Resultados | Resultados | Resultados | Sets | Sets | Sets  | Pontos | Pontos | Pontos |
| Pos | Equipe         | Pts | T     | V     | D     | 3–0        | 3–1        | 3–2        | 2–3        | 1–3        | 0–3        | V    | P    | R     | V      | P      | R      |
| --- | -------------- | --- | ----- | ----- | ----- | ---------- | ---------- | ---------- | ---------- | ---------- | ---------- | ---- | ---- | ----- | ------ | ------ | ------ |
| 1   | Estados Unidos | 9   | 3     | 3     | 0     | 1          | 2          | 0          | 0          | 0          | 0          | 9    | 2    | 4.500 | 259    | 223    | 1.161  |
| 2   | Países Baixos  | 5   | 3     | 2     | 1     | 1          | 0          | 1          | 0          | 1          | 0          | 7    | 5    | 1.400 | 273    | 263    | 1.038  |
| 3   | Bélgica        | 3   | 3     | 1     | 2     | 1          | 0          | 0          | 0          | 1          | 1          | 4    | 6    | 0.667 | 223    | 237    | 0.941  |
| 4   | Coreia do Sul  | 1   | 3     | 0     | 3     | 0          | 0          | 0          | 1          | 0          | 2          | 2    | 9    | 0.222 | 235    | 267    | 0.880  |

- Local:  Rotterdam Ahoy, Roterdã, Países Baixos

| Data   | Hora  |                | Placar |                | Set 1 | Set 2 | Set 3 | Set 4 | Set 5 | Total   | Relatório |
| ------ | ----- | -------------- | ------ | -------------- | ----- | ----- | ----- | ----- | ----- | ------- | --------- |
| 9 ago  | 16:00 | Países Baixos  | 3–2    | Coreia do Sul  | 23–25 | 25–27 | 26–24 | 25–20 | 15–12 | 114–108 | Relatório |
| 9 ago  | 19:36 | Bélgica        | 1–3    | Estados Unidos | 20–25 | 19–25 | 25–17 | 18–25 |       | 82–92   | Relatório |
| 10 ago | 16:00 | Bélgica        | 0–3    | Países Baixos  | 22–25 | 21–25 | 20–25 |       |       | 63–75   | Relatório |
| 10 ago | 19:00 | Estados Unidos | 3–0    | Coreia do Sul  | 25–20 | 25–21 | 25–16 |       |       | 75–57   | Relatório |
| 11 ago | 16:00 | Países Baixos  | 1–3    | Estados Unidos | 18–25 | 20–25 | 25–17 | 21–25 |       | 84–92   | Relatório |
| 11 ago | 19:00 | Coreia do Sul  | 0–3    | Bélgica        | 25–27 | 21–25 | 24–26 |       |       | 70–78   | Relatório |

### Grupo 3
|     |           |     | Jogos | Jogos | Jogos | Resultados | Resultados | Resultados | Resultados | Resultados | Resultados | Sets | Sets | Sets  | Pontos | Pontos | Pontos |
| Pos | Equipe    | Pts | T     | V     | D     | 3–0        | 3–1        | 3–2        | 2–3        | 1–3        | 0–3        | V    | P    | R     | V      | P      | R      |
| --- | --------- | --- | ----- | ----- | ----- | ---------- | ---------- | ---------- | ---------- | ---------- | ---------- | ---- | ---- | ----- | ------ | ------ | ------ |
| 1   | Itália    | 8   | 3     | 3     | 0     | 2          | 0          | 1          | 0          | 0          | 0          | 9    | 2    | 4.500 | 260    | 206    | 1.262  |
| 2   | Sérvia    | 6   | 3     | 2     | 1     | 1          | 1          | 0          | 0          | 0          | 1          | 6    | 4    | 1.500 | 237    | 225    | 1.053  |
| 3   | Austrália | 4   | 3     | 1     | 2     | 1          | 0          | 0          | 1          | 1          | 0          | 6    | 6    | 1,000 | 271    | 269    | 1.007  |
| 4   | Camarões  | 0   | 3     | 0     | 3     | 0          | 0          | 0          | 0          | 0          | 3          | 0    | 9    | 0,000 | 157    | 225    | 0.698  |

- Local:  PalaFlorio, Bari, Itália

| Data   | Hora  |           | Placar |           | Set 1 | Set 2 | Set 3 | Set 4 | Set 5 | Total   | Relatório |
| ------ | ----- | --------- | ------ | --------- | ----- | ----- | ----- | ----- | ----- | ------- | --------- |
| 9 ago  | 18:00 | Austrália | 1–3    | Sérvia    | 28–26 | 19–25 | 19–25 | 30–32 |       | 96–108  | Relatório |
| 9 ago  | 21:00 | Itália    | 3–0    | Camarões  | 25–18 | 25–18 | 25–16 |       |       | 75–52   | Relatório |
| 10 ago | 18:00 | Sérvia    | 3–0    | Camarões  | 25–22 | 25–19 | 25–13 |       |       | 75–54   | Relatório |
| 10 ago | 21:00 | Austrália | 2–3    | Itália    | 25–21 | 19–25 | 26–24 | 17–25 | 13–15 | 100–110 | Relatório |
| 11 ago | 18:00 | Camarões  | 0–3    | Austrália | 17–25 | 16–25 | 18–25 |       |       | 51–75   | Relatório |
| 11 ago | 21:00 | Sérvia    | 0–3    | Itália    | 16–25 | 19–25 | 19–25 |       |       | 54–75   | Relatório |

### Grupo 4
|     |           |     | Jogos | Jogos | Jogos | Resultados | Resultados | Resultados | Resultados | Resultados | Resultados | Sets | Sets | Sets  | Pontos | Pontos | Pontos |
| Pos | Equipe    | Pts | T     | V     | D     | 3–0        | 3–1        | 3–2        | 2–3        | 1–3        | 0–3        | V    | P    | R     | V      | P      | R      |
| --- | --------- | --- | ----- | ----- | ----- | ---------- | ---------- | ---------- | ---------- | ---------- | ---------- | ---- | ---- | ----- | ------ | ------ | ------ |
| 1   | Polônia   | 9   | 3     | 3     | 0     | 2          | 1          | 0          | 0          | 0          | 0          | 9    | 1    | 9,000 | 246    | 205    | 1.200  |
| 2   | França    | 6   | 3     | 2     | 1     | 1          | 1          | 0          | 0          | 0          | 1          | 6    | 4    | 1.500 | 231    | 229    | 1.009  |
| 3   | Eslovênia | 3   | 3     | 1     | 2     | 1          | 0          | 0          | 0          | 1          | 1          | 4    | 6    | 0.667 | 235    | 235    | 1,000  |
| 4   | Tunísia   | 0   | 3     | 0     | 3     | 0          | 0          | 0          | 0          | 1          | 2          | 1    | 9    | 0.111 | 203    | 246    | 0.825  |

- Local:  Ergo Arena, Gdańsk / Sopot, Polônia

| Data   | Hora  |           | Placar |           | Set 1 | Set 2 | Set 3 | Set 4 | Set 5 | Total | Relatório |
| ------ | ----- | --------- | ------ | --------- | ----- | ----- | ----- | ----- | ----- | ----- | --------- |
| 9 ago  | 17:00 | Polônia   | 3–0    | Tunísia   | 25–15 | 25–19 | 25–19 |       |       | 75–53 | Relatório |
| 9 ago  | 20:30 | França    | 3–0    | Eslovênia | 26–24 | 25–20 | 25–23 |       |       | 76–67 | Relatório |
| 10 ago | 15:00 | Polônia   | 3–0    | França    | 25–21 | 25–19 | 25–20 |       |       | 75–60 | Relatório |
| 10 ago | 18:30 | Eslovênia | 3–0    | Tunísia   | 25–23 | 25–16 | 26–24 |       |       | 76–63 | Relatório |
| 11 ago | 12:00 | França    | 3–1    | Tunísia   | 25–21 | 20–25 | 25–19 | 25–22 |       | 95–87 | Relatório |
| 11 ago | 15:00 | Polônia   | 3–1    | Eslovênia | 21–25 | 25–23 | 25–23 | 25–21 |       | 96–92 | Relatório |

### Grupo 5
|     |        |     | Jogos | Jogos | Jogos | Resultados | Resultados | Resultados | Resultados | Resultados | Resultados | Sets | Sets | Sets  | Pontos | Pontos | Pontos |
| Pos | Equipe | Pts | T     | V     | D     | 3–0        | 3–1        | 3–2        | 2–3        | 1–3        | 0–3        | V    | P    | R     | V      | P      | R      |
| --- | ------ | --- | ----- | ----- | ----- | ---------- | ---------- | ---------- | ---------- | ---------- | ---------- | ---- | ---- | ----- | ------ | ------ | ------ |
| 1   | Rússia | 9   | 3     | 3     | 0     | 3          | 0          | 0          | 0          | 0          | 0          | 9    | 0    | MAX   | 228    | 175    | 1.303  |
| 2   | Irã    | 5   | 3     | 2     | 1     | 1          | 0          | 1          | 0          | 0          | 1          | 6    | 5    | 1.200 | 256    | 235    | 1.089  |
| 3   | Cuba   | 4   | 3     | 1     | 2     | 1          | 0          | 0          | 1          | 0          | 1          | 5    | 6    | 0.833 | 238    | 255    | 0.933  |
| 4   | México | 0   | 3     | 0     | 3     | 0          | 0          | 0          | 0          | 0          | 3          | 0    | 9    | 0,000 | 170    | 227    | 0.749  |

- Local:  Sibur Arena, São Petersburgo, Rússia

| Data   | Hora  |        | Placar |        | Set 1 | Set 2 | Set 3 | Set 4 | Set 5 | Total  | Relatório |
| ------ | ----- | ------ | ------ | ------ | ----- | ----- | ----- | ----- | ----- | ------ | --------- |
| 9 ago  | 16:00 | Irã    | 3–2    | Cuba   | 23–25 | 26–28 | 25–17 | 25–16 | 15–10 | 114–96 | Relatório |
| 9 ago  | 19:00 | Rússia | 3–0    | México | 25–15 | 25–11 | 25–17 |       |       | 75–43  | Relatório |
| 10 ago | 16:00 | Irã    | 3–0    | México | 25–18 | 25–21 | 27–25 |       |       | 77–64  | Relatório |
| 10 ago | 19:00 | Rússia | 3–0    | Cuba   | 25–18 | 26–24 | 27–25 |       |       | 78–67  | Relatório |
| 11 ago | 16:00 | Cuba   | 3–0    | México | 25–18 | 25–23 | 25–22 |       |       | 75–63  | Relatório |
| 11 ago | 19:00 | Rússia | 3–0    | Irã    | 25–19 | 25–23 | 25–23 |       |       | 75–65  | Relatório |

### Grupo 6
|     |           |     | Jogos | Jogos | Jogos | Resultados | Resultados | Resultados | Resultados | Resultados | Resultados | Sets | Sets | Sets  | Pontos | Pontos | Pontos |
| Pos | Equipe    | Pts | T     | V     | D     | 3–0        | 3–1        | 3–2        | 2–3        | 1–3        | 0–3        | V    | P    | R     | V      | P      | R      |
| --- | --------- | --- | ----- | ----- | ----- | ---------- | ---------- | ---------- | ---------- | ---------- | ---------- | ---- | ---- | ----- | ------ | ------ | ------ |
| 1   | Argentina | 8   | 3     | 3     | 0     | 0          | 2          | 1          | 0          | 0          | 0          | 9    | 4    | 2.250 | 298    | 282    | 1.057  |
| 2   | Canadá    | 5   | 3     | 2     | 1     | 0          | 1          | 1          | 0          | 1          | 0          | 7    | 6    | 1.167 | 286    | 263    | 1.087  |
| 3   | China     | 5   | 3     | 1     | 2     | 0          | 1          | 0          | 2          | 0          | 0          | 7    | 7    | 1,000 | 302    | 308    | 0.981  |
| 4   | Finlândia | 0   | 3     | 0     | 3     | 0          | 0          | 0          | 0          | 2          | 1          | 2    | 9    | 0.222 | 236    | 269    | 0.877  |

- Local:  Beilun Gymnasium, Ningbo, China

| Data  | Hora  |           | Placar |           | Set 1 | Set 2 | Set 3 | Set 4 | Set 5 | Total   | Relatório |
| ----- | ----- | --------- | ------ | --------- | ----- | ----- | ----- | ----- | ----- | ------- | --------- |
| 2 ago | 15:00 | China     | 3–1    | Finlândia | 25–22 | 21–25 | 25–22 | 25–23 |       | 96–92   | Relatório |
| 2 ago | 20:00 | Canadá    | 1–3    | Argentina | 23–25 | 25–22 | 25–27 | 23–25 |       | 96–99   | Relatório |
| 3 ago | 15:00 | Finlândia | 1–3    | Argentina | 17–25 | 18–25 | 25–21 | 24–26 |       | 84–97   | Relatório |
| 3 ago | 20:00 | China     | 2–3    | Canadá    | 26–24 | 21–25 | 17–25 | 25–23 | 15–17 | 104–114 | Relatório |
| 4 ago | 15:00 | Canadá    | 3–0    | Finlândia | 25–16 | 26–24 | 25–20 |       |       | 76–60   | Relatório |
| 4 ago | 20:00 | China     | 2–3    | Argentina | 25–19 | 22–25 | 21–25 | 25–18 | 9–15  | 102–102 | Relatório |

## Classificação final
| Posição | Equipe         |
| ------- | -------------- |
| 1       | Brasil         |
| 2       | Itália         |
| 3       | Polônia        |
| 4       | Estados Unidos |
| 5       | Argentina      |
| 6       | Rússia         |

|  | Qualificados para a Olimpíada Tóquio 2020 |